# Crataegus peloponnesiaca
Crataegus peloponnesiaca är en rosväxtart som beskrevs av J.I. Byatt. Crataegus peloponnesiaca ingår i Hagtornssläktet som ingår i familjen rosväxter. Inga underarter finns listade i Catalogue of Life.